# Shingo Hyodo
Shingo Hyodo (Nagasaki, 29 juli 1985) is een Japans voetballer.

## Carrière
Shingo Hyodo tekende in 2008 bij Yokohama F. Marinos.